# Cantón de Vendôme-2
El cantón de Vendôme-2 era una división administrativa francesa, que estaba situada en el departamento de Loir y Cher y la región de Centro-Valle de Loira.

## Composición
El cantón estaba formado por siete comunas, más una fracción de la comuna que le daba su nombre:
- Areines
- Marcilly-en-Beauce
- Meslay
- Sainte-Anne
- Saint-Louen
- Vendôme (fracción)
- Villerable
- Villiersfaux

## Supresión del cantón de Vendôme-2
En aplicación del Decreto nº 2014-213 de 21 de febrero de 2014, el cantón de Vendôme-2 fue suprimido el 22 de marzo de 2015 y sus 8 comunas pasaron a formar parte; cinco del nuevo cantón de Vendôme y tres del nuevo cantón de Montoire-sur-le-Loir.